# Чуніхін Аркадій Анатолійович
Аркадій Анатолійович Чуніхін (нар. 5 лютого 1973, Миколаїв, СРСР) — радянський та український футболіст, захисник, пізніше — тренер.

## Життєпис
Футболом розпочав займатися в миколаївській ДЮСШ «Суднобудівник». Перший тренер - Анатолій Норов. Після завершення навчання тренер Валерій Журавко запросив його в очаківський «Маяк». У складі очаківської команди Аркадій пройшов шлях від чемпіонату УРСР серед колективів фізкультури до першої української ліги.
У 1993 році Журавко перейшов в миколаївський «Евіс» і забрав шістьох гравців, в тому числі й Чунихина, з собою в команду обласного центру. У цьому сезоні миколаївці завоювали путівку в вищу лігу. У наступному сезоні Аркадій дебютував у вищій лізі, але пішов Журавко, прийшов Колтун, потім Кучеревський і Чуніхін випав зі складу команди.
Кар'єру продовжив в Білорусі, де разом з партнерами по «Артанії» Андрейко, Поліщуком й Сергієм Баркалова грав за команду першої ліги «Фомальгаут» (Борисов), проте в тому ж році білоруський клуб знявся зі змагань.
Повернувся в Україну. Протягом дев'яти сезонів виступав в южноукраїнській «Олімпії ФК АЕС», де, будучи ще гравцем команди, став помічником головного тренера.